# هوانگ شائو-یینگ
هوانگ شائو-یینگ (انگلیسی: Huang Hsiao-ying؛ متولد ۳ ژوئیه ۱۹۷۴) تکواندوکار تایوانی است. او در مسابقات قهرمانی تکواندو جهان ۱۹۹۳ شرکت کرد و در مرحله یک‌هشتم نهایی در مقابل یونگ میونگ-سوک که نهایتاً به قهرمانی رسید، شکست خورد. در مسابقات قهرمانی تکواندو جهان ۱۹۹۵ در مانیل پس از شکست مجدد مقابل یونگ میونگ سوک این بار در مسابقه نیمه نهایی، در کلاس سنگین‌وزن مدال برنز را دریافت کرد.